# Brugmansia candida
Espèce
Classification APG III (2009)
Synonymes
- Brugmansia arborea (L.) Steud.

Brugmansia candida est une espèce de plantes de la famille des Solanaceae et du genre Brugmansia.
Originaire de Bolivie, Colombie et Pérou, c'est un arbuste de 2 à 5 m de haut aux grandes fleurs blanches pendantes dont toutes les parties sont toxiques.

## Description
Brugmansia candida est un arbuste à feuilles persistantes ou un petit arbre atteignant jusqu'à 7 mètres (23 pieds) de hauteur. Les feuilles ovales ont des marges grossièrement dentées lorsqu'elles sont dans leur meilleur état. Les feuilles, les tiges florales, les fruits et surtout les jeunes pousses sont recouverts d'un fin duvet blanc velouté. Les fleurs sont fortement parfumées, en forme de trompette, penchées à sub-horizontales, blanches à blanc ivoire ou crème. À 12-17 centimètres (4,7-6,7 pouces) de long, les fleurs sont les plus courtes de tous les Brugmansia . Les fleurs sont produites presque en continu en plus petites quantités, contrairement à beaucoup d'autres Brugmansiacette fleur en plus grandes bouffées. Les fruits ovoïdes ont une longueur moyenne de 6 centimètres (2,4 pouces) et une largeur de 4,5 centimètres (1,8 pouces). Le calice est fendu sur un côté et est très long par rapport à la fleur, et à cet égard est souvent utilisé comme un contrôle rapide pour vérifier l'identification correcte. À quelques exceptions près, le calice vert descend généralement presque jusqu'à la bouche de la corolle de la fleur.

## Caractère envahissant
L'espèce est envahissante en Nouvelle-Calédonie.

## Synonymie
Selon NCBI (27 août 2014)
- Brugmansia x candida
- Brugmansia aurea x Brugmansia versicolor

## Galerie

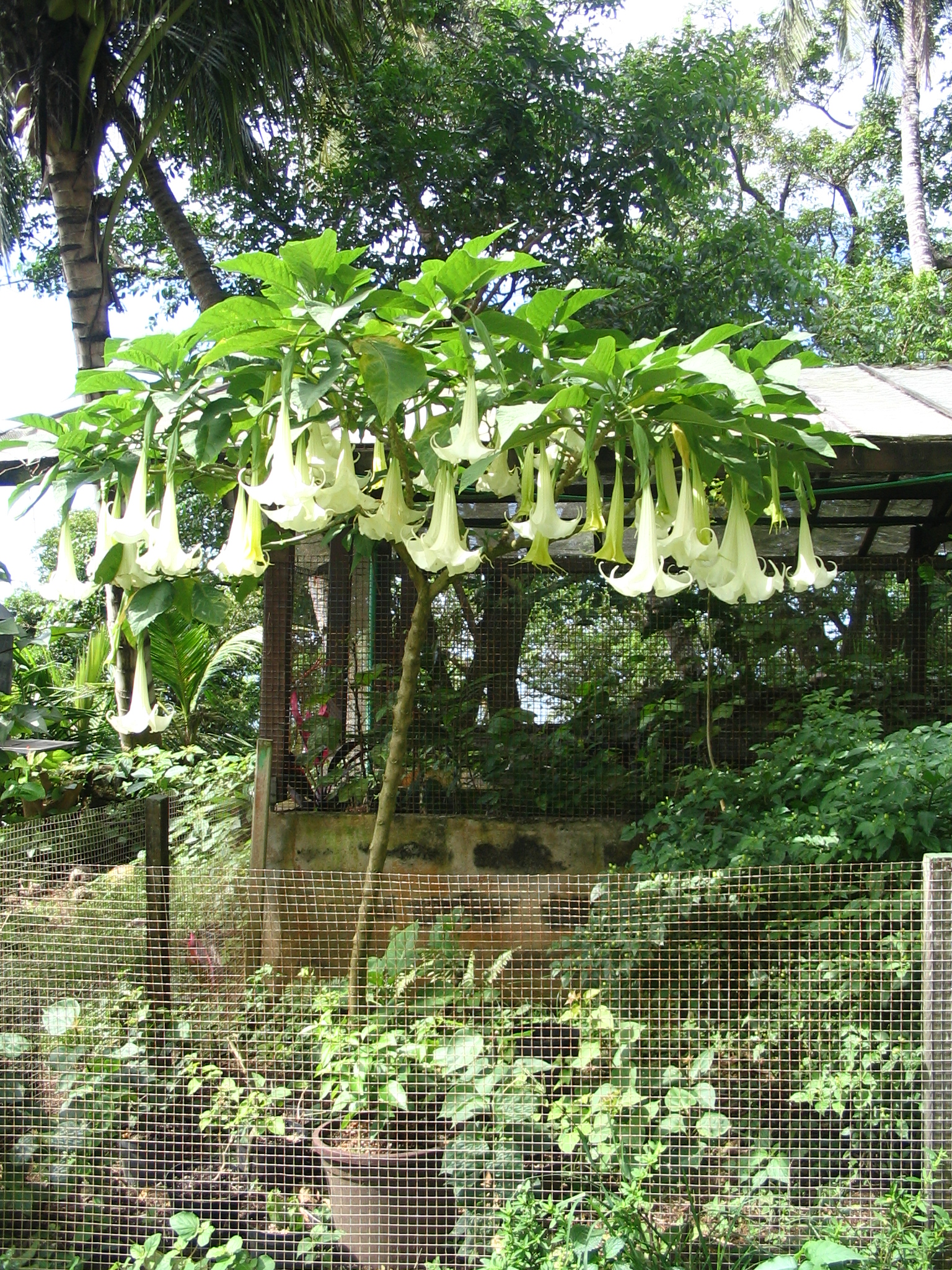
Brugmansia candida en fleur.
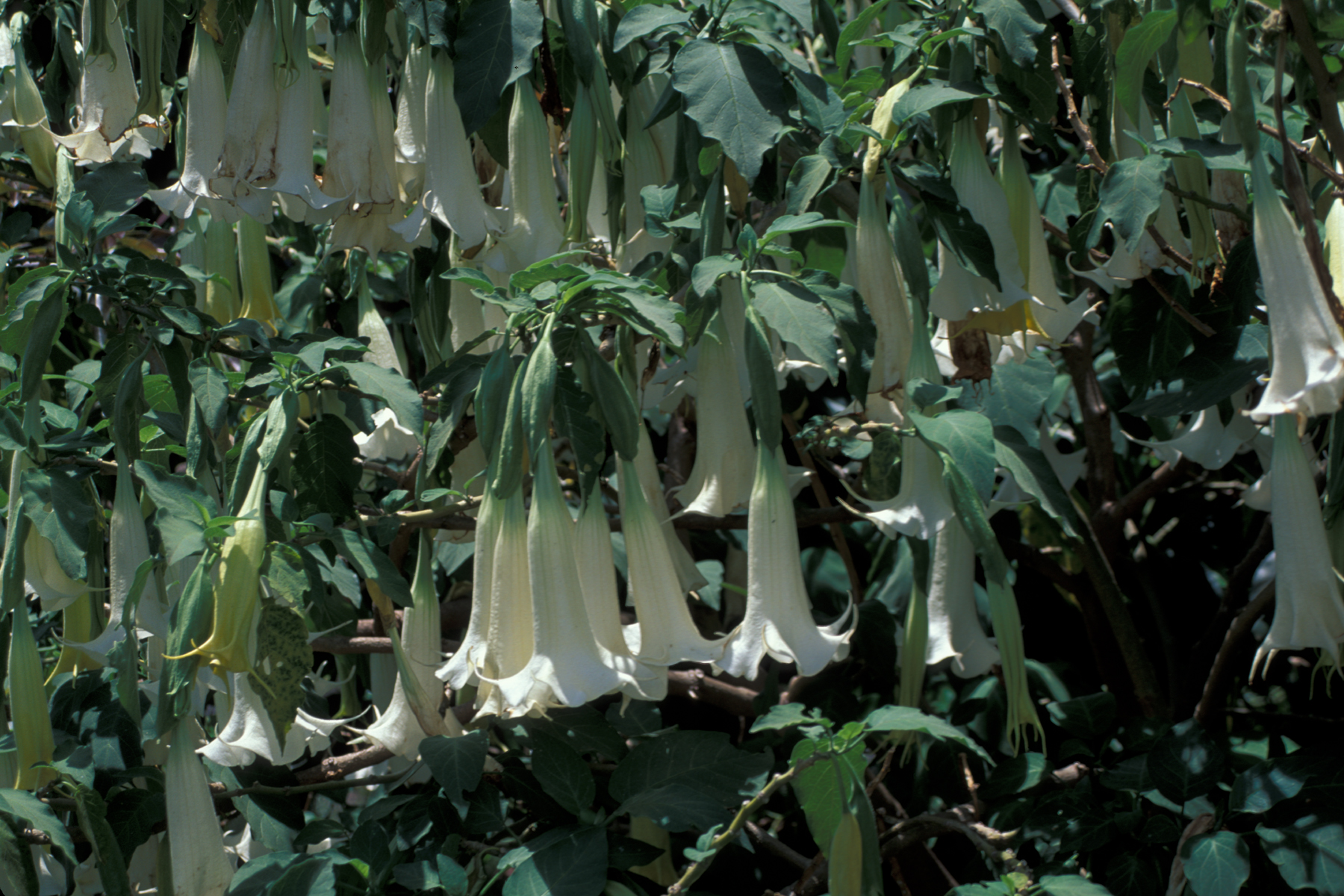
Une branche fleurie.
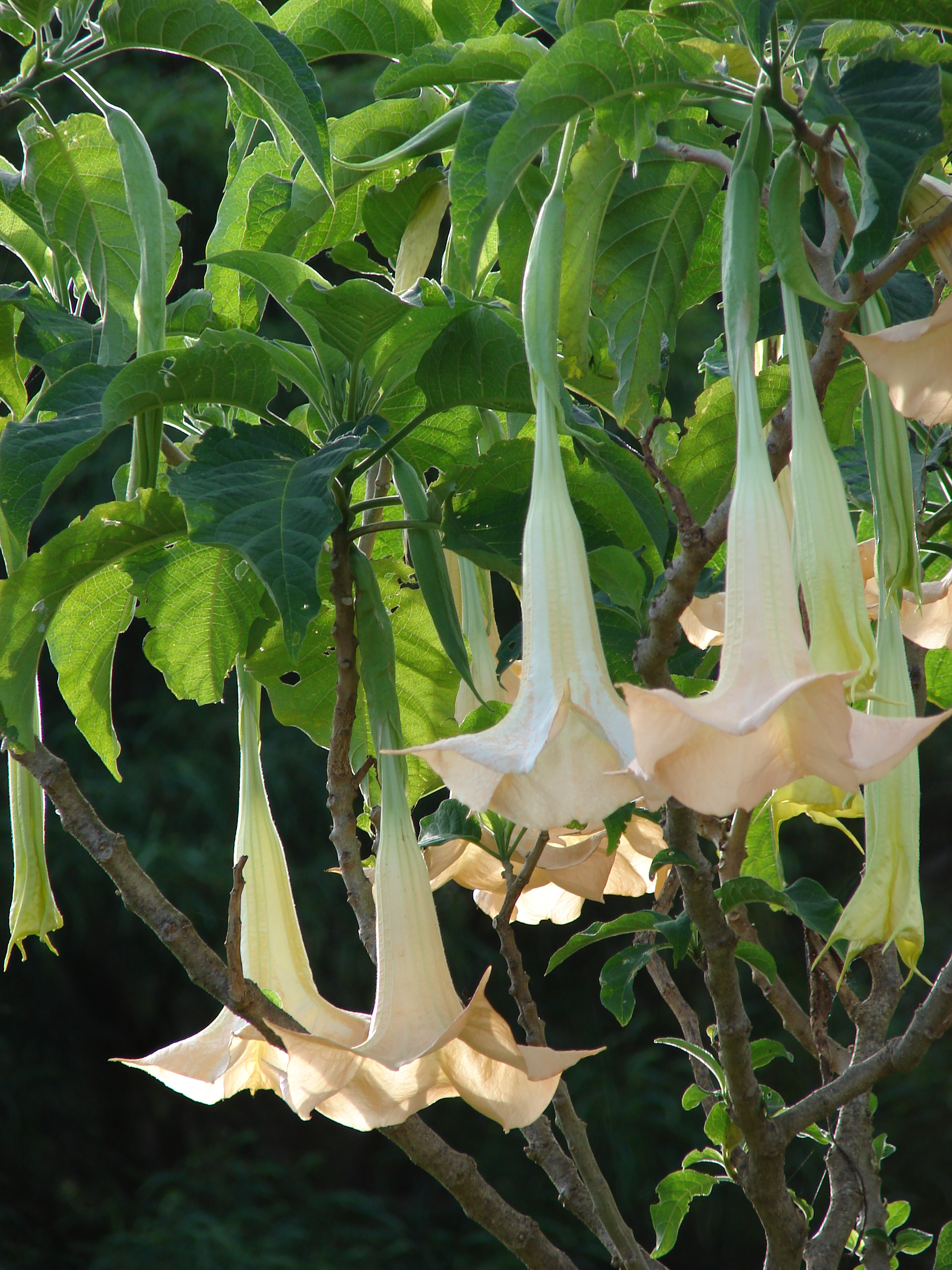
Des fleurs.
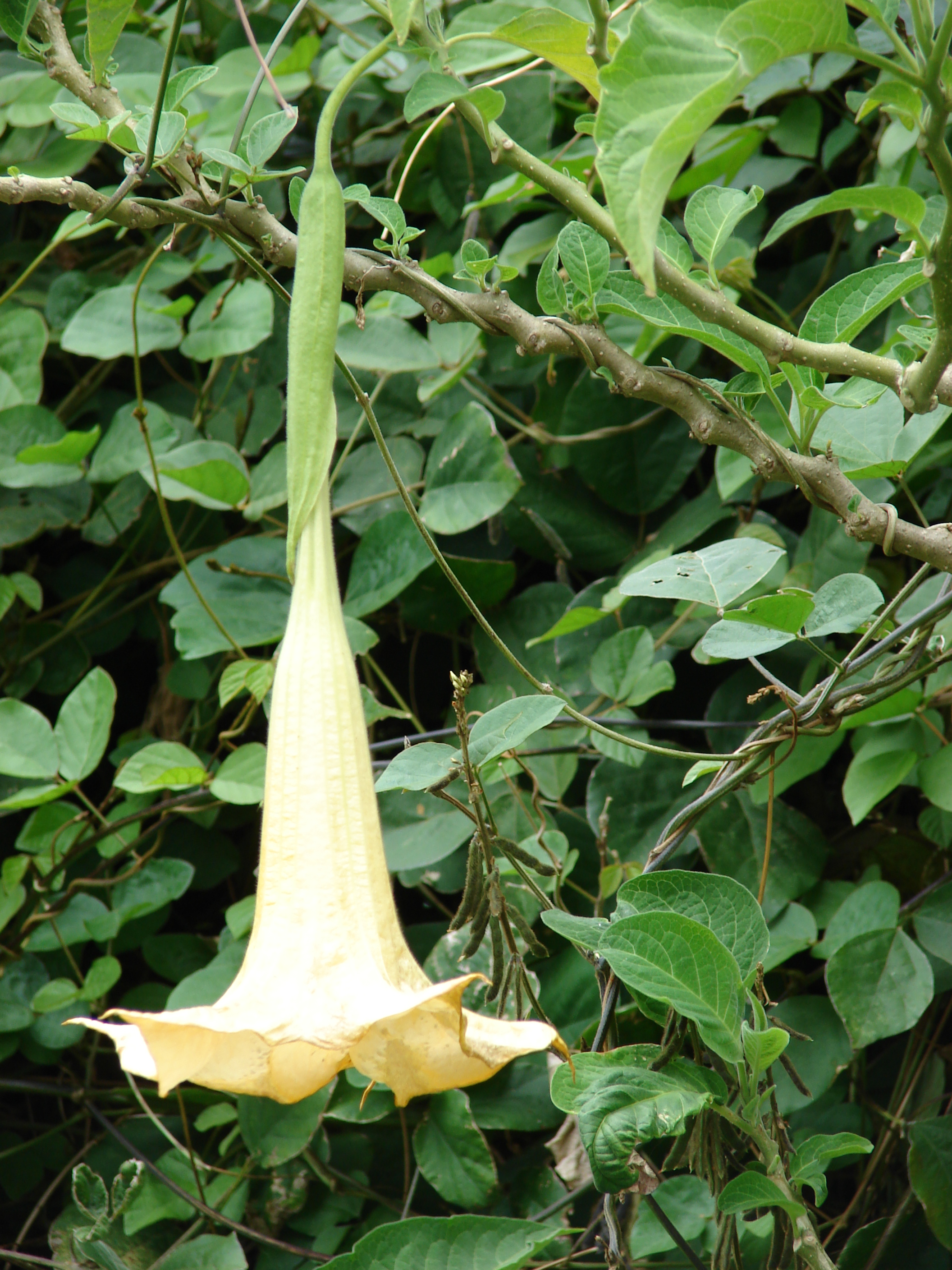
Une fleur de Brugmansia candida.